# Línea 2 del Metrobús de la Ciudad de México
La Línea 2 del Metrobús de la Ciudad de México es la segunda línea del Metrobús de la Ciudad de México en ser inaugurada. Fue construida al centro de la Ciudad de México, con dirección oriente-poniente, la constituye el corredor de transporte denominado Metrobús Eje 4 Sur.
Fue inaugurada el 16 de diciembre de 2008 por el Jefe de Gobierno del Distrito Federal, Marcelo Ebrard. La línea cuenta con 37 estaciones en una longitud de 20 kilómetros divida en 3 rutas y su color distintivo es el morado. La línea brinda servicio en las demarcaciones territoriales de Miguel Hidalgo, Cuauhtémoc, Benito Juárez, Iztacalco e Iztapalapa.
Tiene transbordo con la Línea 1 en la estación Nuevo León, con la Línea 3 en la estación Etiopía - Plaza de la Transparencia, y con la Línea 5 en la estación Metro Coyuya. Para realizar el transbordo, el usuario debe salir de la estación de la Línea 2 y caminar hacia la estación del mismo nombre de la otra línea. Únicamente se permite un transbordo por persona-tarjeta-viaje.

## Historia
En diciembre de 2006, el Jefe de Gobierno del Distrito Federal, Marcelo Ebrard, solicitó a la Asamblea Legislativa del Distrito Federal 319 millones de pesos para la construcción del «Corredor Eje 8 Sur» del Metrobús.
El 4 de enero de 2007, Armando Quintero Martínez, secretario de Transportes y Vialidad del Distrito Federal, anunció el cambio de la ruta al Eje 4 Sur por considerar que presentaba mejores características para el proyecto del Metrobús.
Su construcción inició el 4 de septiembre de 2007y sería inaugurada el 16 de diciembre de 2008 por el Jefe de Gobierno, Marcelo Ebrard. En 2020 fue inaugurada la estación Metro Coyuya, ubicada entre las estaciones Coyuya y Canela, la cual facilitaría la conexión con la estación de metro Coyuya y con la línea 5 del Metrobús.

## Rutas
Las rutas de la línea son:
| Ruta              | Inicio               | Final             | Estaciones |
| ----------------- | -------------------- | ----------------- | ---------- |
| Completa          | Tepalcates           | Tacubaya          | 37         |
| Etiopía           | Tepalcates           | Etiopía           | 27         |
| Colonia del Valle | Tepalcates           | Colonia del Valle | 34         |
| Doctor Gálvez     | Rojo Gómez           | Doctor Gálvez     | 37         |
| Juárez            | Río Frío / Del Moral | Juárez            | 29         |

## Estaciones
| Estación                          | Iconografía                                         | Inauguración            | Alcaldía       | Tipo de estación            | Rutas                                                    | Conexiones |
| --------------------------------- | --------------------------------------------------- | ----------------------- | -------------- | --------------------------- | -------------------------------------------------------- | --- |
| Tepalcates                        | Tres cántaros                                       | 16 de diciembre de 2008 | Iztapalapa     | Terminal                    | - Completa - Etiopía - Colonia del Valle                 | Otros servicios - Tepalcates - 162-B, 163, 163-A, 163-B, 164, 166, 167 - 9-D, 9-E                                                                                       |
| Nicolás Bravo                     | Busto de Nicolás Bravo                              | 16 de diciembre de 2008 | Iztapalapa     | Paso unidireccional         | - Completa - Etiopía - Colonia del Valle                 | Otros servicios - 162-B, 163, 163-A, 163-B, 164, 166, 167 |
| Canal de San Juan                 | Balsa en un río                                     | 16 de diciembre de 2008 | Iztapalapa     | Paso unidireccional         | - Completa - Etiopía - Colonia del Valle                 | Otros servicios - Canal de San Juan - 47-A, 162-B, 163, 163-A, 163-B, 164, 166, 167 - 4-B, 4-C, 9-B, 9-E, 14-A                                                          |
| General Antonio de León           | Busto de Antonio de León y Loyola                   | 16 de diciembre de 2008 | Iztapalapa     | Paso unidireccional         | - Completa - Etiopía - Colonia del Valle                 | |
| Constitución de Apatzingán        | Libro                                               | 16 de diciembre de 2008 | Iztapalapa     | Paso                        | - Completa - Etiopía - Colonia del Valle                 | Otros servicios - 4-C, 9-A |
| CCH Oriente                       | Logo del CCH Oriente                                | 16 de diciembre de 2008 | Iztapalapa     | Paso                        | - Completa - Etiopía - Colonia del Valle                 | Otros servicios - 4-C |
| Leyes de Reforma                  | Mano con pluma                                      | 16 de diciembre de 2008 | Iztapalapa     | Paso                        | - Completa - Etiopía - Colonia del Valle                 | |
| Del Moral                         | Rama de un moral                                    | 16 de diciembre de 2008 | Iztapalapa     | Paso unidireccional         | - Completa - Etiopía - Colonia del Valle                 | |
| Río Frío                          | Dos pistolas                                        | 16 de diciembre de 2008 | Iztapalapa     | Paso unidireccional         | - Completa - Etiopía - Colonia del Valle                 | |
| Rojo Gómez                        | Busto de Javier Rojo Gómez                          | 16 de diciembre de 2008 | Iztapalapa     | Paso                        | - Completa - Etiopía - Colonia del Valle - Doctor Gálvez | |
| Río Mayo                          | Río y cactus                                        | 16 de diciembre de 2008 | Iztapalapa     | Paso                        | - Completa - Etiopía - Colonia del Valle - Doctor Gálvez | |
| Río Tecolutla                     | Tecolote                                            | 16 de diciembre de 2008 | Iztapalapa     | Paso                        | - Completa - Etiopía - Colonia del Valle - Doctor Gálvez | |
| El Rodeo                          | Corral                                              | 16 de diciembre de 2008 | Iztapalapa     | Paso                        | - Completa - Etiopía - Colonia del Valle - Doctor Gálvez | Otros servicios - 14-A |
| UPIICSA                           | Edificio de la UPIICSA                              | 16 de diciembre de 2008 | Iztacalco      | Paso                        | - Completa - Etiopía - Colonia del Valle - Doctor Gálvez | |
| Iztacalco                         | Glifo de Iztacalco                                  | 16 de diciembre de 2008 | Iztacalco      | Paso                        | - Completa - Etiopía - Colonia del Valle - Doctor Gálvez | Otros servicios - 14-A |
| Goma                              | Pelota y aro del Juego de pelota mesoamericano      | 16 de diciembre de 2008 | Iztacalco      | Paso                        | - Completa - Etiopía - Colonia del Valle - Doctor Gálvez | Otros servicios - 43, 200 - 14-A |
| Tlacotal                          | Establo con caballo                                 | 16 de diciembre de 2008 | Iztacalco      | Paso                        | - Completa - Etiopía - Colonia del Valle - Doctor Gálvez | |
| Canela                            | Rama de canela                                      | 16 de diciembre de 2008 | Iztacalco      | Paso                        | - Completa - Etiopía - Colonia del Valle - Doctor Gálvez | |
| Metro Coyuya                      | Pie con cascabeles                                  | 7 de septiembre de 2020 | Iztacalco      | Correspondencia             | - Completa - Etiopía - Colonia del Valle - Doctor Gálvez | Correspondencia - Línea 5 Otros servicios - Coyuya - 14-A |
| Coyuya                            | Pie con cascabeles                                  | 16 de diciembre de 2008 | Iztacalco      | Paso                        | - Completa - Etiopía - Colonia del Valle - Doctor Gálvez | |
| La Viga                           | Dos peces                                           | 16 de diciembre de 2008 | Iztacalco      | Paso                        | - Completa - Etiopía - Colonia del Valle - Doctor Gálvez | Otros servicios - 37 |
| Andrés Molina Enríquez            | Busto de Andrés Molina Enríquez                     | 16 de diciembre de 2008 | Iztacalco      | Paso                        | - Completa - Etiopía - Colonia del Valle - Doctor Gálvez | |
| Las Américas                      | Globo terráqueo centrado en América                 | 16 de diciembre de 2008 | Benito Juárez  | Paso                        | - Completa - Etiopía - Colonia del Valle - Doctor Gálvez | |
| Xola                              | Palmera                                             | 16 de diciembre de 2008 | Benito Juárez  | Paso                        | - Completa - Etiopía - Colonia del Valle - Doctor Gálvez | Otros servicios - Xola - 2-A, 31-B, 111-A, 145-A - 17-C, 17-H, 17-I |
| Álamos                            | Tres álamos                                         | 16 de diciembre de 2008 | Benito Juárez  | Paso                        | - Completa - Etiopía - Colonia del Valle - Doctor Gálvez | |
| Centro SCOP                       | Fachada del Centro SCOP                             | 16 de diciembre de 2008 | Benito Juárez  | Paso                        | - Completa - Etiopía - Colonia del Valle - Doctor Gálvez | Otros servicios - Centro SCOP |
| Doctor Vértiz                     | Busto de José María Vértiz                          | 16 de diciembre de 2008 | Benito Juárez  | Paso                        | - Completa - Etiopía - Colonia del Valle - Doctor Gálvez | |
| Etiopía-Plaza de la Transparencia | Cabeza de león y logo de Info-DF                    | 16 de diciembre de 2008 | Benito Juárez  | Correspondencia             | - Completa - Etiopía - Colonia del Valle - Doctor Gálvez | Correspondencia - Línea 3 Otros servicios - Alquiler de Ecobici - Etiopía-Plaza de la Transparencia                                                                     |
| Amores                            | Kiosco de la Glorieta del Marical Sucre             | 16 de diciembre de 2008 | Benito Juárez  | Paso                        | - Completa - Colonia del Valle - Doctor Gálvez           | |
| Viaducto                          | Bajopuente del Viaducto Presidente Miguel Alemán    | 16 de diciembre de 2008 | Cuauhtemóc     | Correspondencia             | - Completa - Colonia del Valle - Doctor Gálvez           | Correspondencia - Línea 1 |
| Nuevo León                        | Vector del escudo del estado de Nuevo León          | 16 de diciembre de 2008 | Cuauhtemóc     | Correspondencia             | - Completa                                               | Correspondencia - Línea 1 Otros servicios - Alquiler de Ecobici |
| Escandón                          | Edificio de Arquitectura Característica de la zona. | 16 de diciembre de 2008 | Miguel Hidalgo | Paso                        | - Completa                                               | |
| Patriotismo                       | Bandera de México                                   | 16 de diciembre de 2008 | Miguel Hidalgo | Paso                        | - Completa                                               | Otros servicios - Alquiler de Ecobici - Patriotismo - 13-A, 115-A, 200 - 19-C, 9-E, 21-A                                                                                |
| De La Salle                       | Logo de la Universidad La Salle                     | 16 de diciembre de 2008 | Miguel Hidalgo | Correspondencia             | - Completa                                               | Correspondencia - Línea 7 Otros servicios - 13-A, 115-A, 200 |
| Parque Lira                       | Puerta Principal del Parque Lira                    | 16 de diciembre de 2008 | Miguel Hidalgo | Paso unidireccional         | - Completa                                               | |
| Antonio Maceo                     | Busto de Antonio Maceo                              | 16 de diciembre de 2008 | Miguel Hidalgo | Paso unidireccional         | - Completa                                               | |
| Tacubaya                          | Cántaro                                             | 16 de diciembre de 2008 | Miguel Hidalgo | Terminal de correspondencia | - Completa                                               | Correspondencia - Línea 7 (Alameda Tacubaya) Otros servicios - Alquiler de Ecobici - Tacubaya - 110, 110-B, 110-C, 112, 113-B, 115, 118, 119, 200 - 1-B, 9-C, 9-E, 21-A |

### Cambios de nombre
| Nombre previo | Iconografía previa | Nombre nuevo                      | Iconografía nueva              | Fecha del cambio |
| ------------- | ------------------ | --------------------------------- | ------------------------------ | ---------------- |
| Etiopía       | Cabeza de león     | Etiopía-Plaza de la Transparencia | Cabeza de león y logo del IFAI | 2009             |
| Tezontle      | Piedra de Tezontle | CCH Oriente                       | Logo del CCH Oriente           | 2009             |